# Пепелац

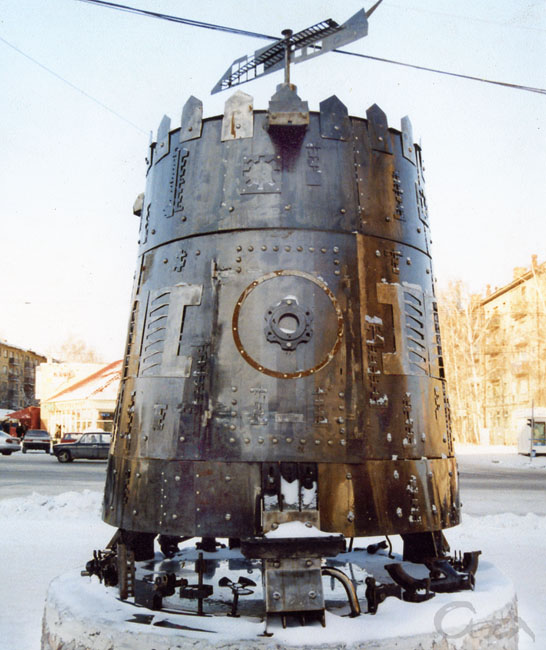
Модель пепелаца

Пепела́ц (від груз. პეპელა [пепела] — «метелик») — фантастичний літальний апарат, створений художником Теодором Тежіком для кінофільму «Кін-дза-дза!». Слово «пепелац» часто використовується в розмовній мові: наприклад, багато хто вживає це слово, ласкаво позначаючи свій автомобіль. Іноді словом «пепелац» називають також літальні апарати — вертольоти, літаки малої авіації тощо. Задовго до виходу фільму "Кін-дза-дза!" головний герой фільму «Міміно» по-грузинському називає свій гелікоптер пепелу — метелик (режисер обох фільмів — Георгій Данелія).

## Технічні характеристики
Пепелац являє собою літальний апарат циліндричної або яйцеподібної форми заввишки 5-6 метрів та 2,5-3 метри в діаметрі. У верхній частині пепелаца розміщена невелика посаджена на вісь перекладка довжиною 1,5-2 метра, що обертається під час польоту (її обертання припиняється в момент посадки і поновлюється при зльоті).
Оціночна крейсерська швидкість пепелаца становить 100-150 км/год. Орієнтовна висота польоту становить 30-100 м (мабуть, необхідності в польотах на більшій висоті немає, тому що гори на планеті Плюк, швидше за все, відсутні).

### Паливо
Для польоту пепелац використовує паливо, що називається луц. Його отримують з води; можливий і зворотний процес — отримання води з луца. Луц на планеті Плюк купується на так званих луцеколонках (які бувають «з автоматом» і «з жінкою, яка може знижку зробити») у вигляді зарядів. Вартість одного заряду — 10 чатлів. Одного заряду достатньо для горизонтального польоту на відстань, як мінімум, 160 км.

### Гальмівна система
Для уповільнення руху пепелаца використовується гальмівна система, принцип дії якої невідомий. Для роботи гальмівної системи потрібна гальмівна рідина. Достовірно невідомо, чи є вона витратним матеріалом, чи використовується в якійсь замкнутій системі (наприклад, у гідравлічному приводі). Рідина придатна для вживання всередину, принаймні, чатланами. З висловлювання одного з героїв «Як я можу загальмувати, коли ти всю гальмівну рідину випив? Алкаш!», можна припустити, що гальмівна рідина містить компоненти, за дією схожі на земний алкоголь.

### Катапульти

Катапульта пепелаца

Транспортування пепелаца

В пепелаці також є дві аварійних катапульти. Як мінімум одна з катапульт сполучена з туалетом (для змивання використовується пісок). Катапультування можливе як за горизонтального польоту, так і при прольоті поруч з планетою на її поверхню. Можливо також примусове катапультування натисканням на каппу поруч з одним із сидінь пепелаца. Катапульта обладнана системою, яка значно знижує або навіть повністю виключає завелике навантаження на осіб, що в ній перебувають, при її прискоренні й уповільненні.

## Види польоту
Пепелац може здійснювати як космічні польоти, так і польоти в атмосфері планети. Для космічних польотів пепелац повинен бути обладнаний гравіцапою.

### Політ без гравіцапи
Без гравіцапи пепелац здатний здійснювати польоти в атмосфері з низькою швидкістю. Політ здійснюється на невеликій висоті над поверхнею планети без видимих нахилів корпусу, час підйому на задану висоту — 2-3 секунди. В даному режимі пепелац не здатний вийти за деякі межі біляпланетного простору.

### Політ з гравіцапою
За наявності гравіцапи пепелац здатний здійснювати практично миттєві переміщення у Всесвіті (або, принаймні, між галактиками чи метагалактиками), що нагадують телепортацію. Час, що витрачається на переміщення, не перевищує п'яти секунд. При збільшенні дальності передбачуваної міжпланетної або міжзоряної подорожі збільшується час, необхідний для попереднього «розігріву» пепелаца, який може досягати декількох хвилин. Гравіцапа встановлюється в двигун пепелаца в так звану цаппу, яка виглядає як гайка (або, можливо, розміщена під нею). Для запуску двигуна в режим космічного польоту на цаппу необхідно натиснути.
Проте, навіть на оснащеному гравіцапою пепелаці можна переміщуватися тільки між галактиками, що перебувають у тентурі, але потрапити в галактики, які перебувають в антитентурі, не можна.

## Наземне транспортування
У базовій комплектації пепелац не пристосований для транспортування по поверхні планети, але може бути обладнаний колесами. Проте така модернізація застосовується на планеті Плюк вкрай рідко. Швидше за все це пов'язано з бідністю власника, який не завжди може мати при собі достатній запас луцу, а наявність коліс може бути використана як особлива прикмета при розшуку пепелаца ецилопами. Маса пепелаца, незважаючи на розміри, швидше за все невелика — чотири людини можуть транспортувати його на колесах по в'язкій поверхні (пустелі).

## Характеристика пепелаца у фільмі
|  | Ну, гравіцапа, це те, без чого пепелац може тільки так літати, а з гравіцапою в будь-яку точку Всесвіту. Ф'ють — за п'ять секунд. Оригінальний текст (рос.) Ну, гравицаппа, это то, без чего пепелац может только так летать, а с гравицаппой в любую точку Вселенной. Фьють — за пять секунд. |

|  | Хлопці, як же це ви без гравіцапи пепелац викочуєте з гаража? Це непорядок… Оригінальний текст (рос.) Ребят, как же это вы без гравицаппы пепелац выкатываете из гаража? Это непорядок… |

|  | — Земля в антитентурі, рідний. І ми до неї ніяк долетіти не можемо, розумієш? — Як це так? — Так. Мені все життя не щастило. — Не може пепелац на Землю потрапити. І доволі базікати, ясно? Ходімо планету ділити. Оригінальний текст (рос.) — Земля в антитентуре, родной. И мы до неё никак долететь не можем, понимаешь? — Как это так? — Так. Мне всю жизнь не везло. — Не может пепелац на Землю попасть. И хватит трепаться, ясно? Пошли планету делить. |

## Виготовлення та зйомка у фільмі

Персонажі фільму Уеф і Бі та їх пепелац. Графіті у Харкові, 2008

Початково пепелац був виготовлений художником фільму Теодором Тежиком у вигляді макету висотою близько трьох метрів, але цей макет в зйомках не був задіяний. За спогадами Георгія Данелії, майстерні кіностудії «Мосфільм» відмовились виготовляти пепелац. Для його виготовлення Георгій Данелія і Теодор Тежик використали хвостову частину знайденого ними на звалищі літака Ту-104, після чого Теодор Тежик покрив її пінополіуретаном і пофарбував, щоб зробити зовнішнє покриття схожим на іржу. Двері та колеса були виготовлені працівником «Мосфільму» Олександром Батинковим.
Зйомки фільму проходили в Туркменістані, в пустелі Каракуми поблизу міста Небіт-Даг (нині Балканабад). При відправленні залізницею в кіноекспедицію виготовлений в павільйоні «Мосфільму» пепелац був помилково направлений замість Небіт-Дага до Владивостока, що змусило знімальну групу продовжити експедицію понад запланованого терміну в один місяць.
Перед зйомкою епізодів з пепелацем художник Теодор Тежик вирішив, що для більшої достовірності пепелац слід покрити кіптявою, однак при спробі зробити це за допомогою паяльної лампи зовнішнє покриття з пінополіуретану загорілося.

## Відгуки
- Російський журнал «Мир фантастики» поставив пепелац на 6 місце в списку «10 найкращих космічних кораблів», зазначивши, що це найсмішніший і найбезглуздіший корабель у якого немає аналогів у світовій фантастиці[4].